# Tatra T6A2
Tatra Т6А2 — чешский высокопольный, четырёхосный трамвай.
Трамваи Tatra Т6А2 в целом выпускались с 1985 по 1999 год.

T6A2 имел небольшие изменения по сравнению со своими предыдущими моделями. Поставлялся почти исключительно в города ГДР.

## Описание вагона

### Общее
Трамвайный вагон T6A2 — вагон с двумя тележками, предназначенный для движения в одном направлении. Трамвайные вагоны могут работать самостоятельно или сцепляться в состав. Вагоны предусматривают возможность сцепления в состав с пассивными прицепными вагонами типа B6A2.
Возможные варианты сцепления в составы: T6A2+T6A2; T6A2+T6A2+B6A2; T6A2+B6A2.

### Тележка
Тележка простой, оправдавшей себя конструкции. Тихий и спокойный ход обеспечивается рессорным подвешиванием, созданным путём комбинации стальных и резиновых пружин и резиной подрессоренных колес. У моторного вагона T6A2 тяговые двигатели в тележке помещаются продольно и карданными валами соединены с редукторами. Колея 1000 мм, 1009 мм (только для Софии),  1435 мм, 1450 мм, 1458 мм.
Вагон оснащен следующими видами тормозов: 

— электродинамическим тормозом, 

— колодочным тормозом, 

— электромагнитным рельсовым тормозом.

### Кузов вагона
Кузов вагона стальной, цельносварной, изготовленный из прокатных и прессованных профилей с облицовкой из гладкой листовой стали. Кузов имеет современную форму с окнами больших размеров, обеспечивающими широкую зону видимости для стоящих пассажиров. Каждый вагон оснащён тремя дверьми, из которых средние — четырёхстворчатые, складные, а на обоих концах вагона двери оснащены двумя складными створками в комбинации с одной створкой поворотной. Предлагаемое решение позволяет быстро и спокойно проводить обмен пассажиров. Отопление пассажирского салона вагона производится с использованием отходящего тепла и электрическими отопительными корпусами, помещёнными в отопительных каналах боковых стен вагона. Вентиляция вагона производится при помощи потолочных вентиляционных люков и открывающихся окон. Вагоны оснащены удобными сиденьями. Освещение пассажирского салона — люминесцентное. Сцепление — полуавтоматическое.

### Место водителя
Место водителя представляет собой замкнутую кабину, помещённую в передней части вагона. Перегородка, отделяющая кабину от салона, застеклена и снабжена створчатыми запираемыми дверьми. Большие лобовые окна обеспечивают хорошую видимость. Обитое сиденье водителя можно регулировать вдоль и по высоте. Элементы управления, контрольная аппаратура и измерительные приборы размещены согласно требованиям эргономики. С целью обеспечения обозрности на передней лобовой части и с правой стороны вагона имеются стеклоочистители с электрическим приводом и омывателем. В верхней части кабины имеется перематываемый транспарант и солнечная ширма.

### Электрическое оборудование
Вагон оснащён современным электрическим оборудованием с импульсным регулированием при разгоне и торможении, обеспечивающим минимальные затраты электрической энергии при разгоне. Каждая пара постоянно соединённых тяговых двигателей в одной тележке работает с одним импульсным преобразователем. Преимуществом этого является то, что при повреждении вагон сохраняет возможность движения на половинной мощности. Электронный регулятор управляет переходом с электрического торможения на механическое. Его составной частью является и защита от буксования и юза.
Из частей тормозных сопротивлений берётся ток для питания соленоидных тормозов прицепного вагона. Вагон оснащён сплошной проводкой высокого напряжения, позволяющей питать сопряжённый моторный, а при необходимости, и прицепной вагон от пантографа моторного вагона.

## Модификации

### T6A2D/B6A2D
К концу 1980-х, многие города ГДР нуждались в обновлении трамвайного парка, и в 1985 году ЧКД выпустила три образца трамваев. После прохождения испытаний в Праге, они были направлены в Дрезден. С 1988 по 1991, 174 вагона были доставлены в пять городов ГДР. Берлин стал самым большим покупателем, приобретя 177 вагонов с завода, а позднее ещё 5 у Росток в 1995 году.

### T6A2B
T6A2B производился для Софийской колеи (1009 мм); 40 поступило в 1991, и 17 в 1999 году.

### T6A2H
13 единиц было доставлено в венгерский город Сегед. В 1997 году они выехали на улицы города, где подвижной состав был исключительно венгерского производства.

## Производство[источникне указан 3784 дня]
256 моторных вагонов T6A2 и 92 прицепных вагона B6A2 производились с 1985 по 1999 и были поставлены в:
Болгария
- София (57 T6A2B вагонов)

Венгрия
- Сегед (13 T6A2H вагонов)

Германия
- Берлин (118 моторных T6A2D + 64 прицепных B6A2D)
- Дрезден (4 моторных T6A2D + 2 прицепных B6A2D)
- Лейпциг (28 моторных T6A2D + 14 прицепных B6A2D)
- Магдебург (6 моторных T6A2D + 3 прицепных B6A2D)
- Росток (24 моторных T6A2D + 6 прицепных B6A2D)
- Шверин (6 моторных T6A2D + 3 прицепных B6A2D) — не эксплуатировались, были проданы Магдебургу.

В 2013 году были следующие поставки бывших в употреблении вагонов данного типа:
Украина
- Днепр (30 моторных вагонов T6A2M из Берлина)

Примечание: Эксплуатирующие компании могли продавать бывшие в употреблении вагоны другим городам, поэтому число городов с трамваями марки Т6А2 может оказаться больше.